# Philoponella angolensis
Philoponella angolensis es una especie de araña araneomorfa del género Philoponella, familia Uloboridae. Fue descrita científicamente por Lessert en 1933.
Habita en Costa de Marfil y Angola.